# Spodnja Ročica
Spodnja Ročica – miejscowość w Słowenii w gminie Benedikt.